# Pancho Pérez Santiago
Pancho Pérez Santiago,  egentligen Omar Pérez Santiago, född 6 maj 1953 i Santiago de Chile, är en chilensk spansk- och svenskspråkig författare och översättare.  Pérez Santiago flyttade 1978 till Sverige men har senare återvänt till Chile. 
Han har studerat statsvetenskap i Chile och ekonomisk historia vid Lunds universitet. Pérez Santiago är redaktör för bokförlaget Aura Latina och medlem i Sveriges invandrarförfattares förbund. 
Pérez Santiago tillhör till en generation av latinoamerikanska författare som utvecklar den fantastiska eller imaginativa berättelsen, en litterära tradition i Jorge Luis Borges efterföljd. Han har översatt verk av Tomas Tranströmer till spanska.

### Parallelltext på svenska och spanska
- Memorias de un chileno en Suecia, 1991
- Trompas de falopio, tillsammans med Gabriel Caldés, 2003
- Escritores de la guerra. Vigencia de una generación de narradores chilenos, 2006

### Medverkan i samlingsverk
- 50 poetas latinoamericanos en Escandinavia
- Hundra dikter av hundra diktare med utländska rötter
- Antología del cuento latinoamericano en Suecia

### Översättningar
- Tomas Tranströmer. Introducción para inquietos, traducción y notas de Omar Pérez Santiago; Cinosargo Ediciones, Arica, 2012. ISBN 978-956-351-116-12
- Michael Strunge. Caricias. Poemas de amor, prólogo y traducción de Omar Pérez Santiago; epílogo de la profesora danesa Anne-Marie Mai; editorial Aura Latina, 20143
- La pandilla de Malmö: poesía joven de Suecia, presentación y traducción de Omar Pérez Santiago; Aura Latina, Malmö, 1990, 48 s. ISBN 91-970998-5-6.

### Övriga källor
- immi.se om Pancho Pérez Santiago